# Westphalia (Iowa)
Westphalia es una ciudad ubicada en el condado de Shelby en el estado estadounidense de Iowa. En el Censo de 2010 tenía una población de 127 habitantes y una densidad poblacional de 516,16 personas por km².

## Geografía
Westphalia se encuentra ubicada en las coordenadas 41°43′9″N 95°23′37″O / 41.71917, -95.39361. Según la Oficina del Censo de los Estados Unidos, Westphalia tiene una superficie total de 0.25 km², de la cual 0.25 km² corresponden a tierra firme y (0%) 0 km² es agua.

## Demografía
Según el censo de 2010, había 127 personas residiendo en Westphalia. La densidad de población era de 516,16 hab./km². De los 127 habitantes, Westphalia estaba compuesto por el 100% blancos, el 0% eran afroamericanos, el 0% eran amerindios, el 0% eran asiáticos, el 0% eran isleños del Pacífico, el 0% eran de otras razas y el 0% pertenecían a dos o más razas. Del total de la población el 3.94% eran hispanos o latinos de cualquier raza.